# Diplograptidae
Famille
Synonymes
- Orthograptidae Mitchell, 1987

Les Diplograptidae constituent une famille de graptolites, des animaux vivant en colonies et rattachés à l'embranchement des Hemichordata et à l'ordre des Graptoloidea. 

## Taxinomie
Selon BioLib (13 octobre 2019), la famille fait partie de l'ordre des Graptoloidea, du sous-ordre des †Axonophora Frech, 1897 et de l'infra-ordre des †Diplograptina Lapworth, 1880. Elle comporte 2 sous-familles : les †Diplograptinae Lapworth, 1873 et les †Orthograptinae Mitchell, 1987. 
Selon Paleobiology Database (13 octobre 2019), la famille fait partie de l'ordre des †Diplograptoidea Lapworth 1880. Elle comporte les sous-familles †Climacograptinae, †Diplograptinae, †Orthograptinae et †Peiragraptinae et les genres †Amplexograptus, †Anticostia, †Corynoides, †Diplograptus, †Expansograptus, †Parareteograptus et †Rectograptus. 
Selon World Register of Marine Species (13 octobre 2019), la famille fait partie de l'ordre des Graptoloidea et comporte les 3 genres †Appendispinograptus, †Climacograptus et †Diplacanthograptus.